# Großer Preis von Ungarn 2018
Der Große Preis von Ungarn 2018 (offiziell Formula 1 Rolex Magyar Nagydíj 2018) fand am 29. Juli auf dem Hungaroring in Mogyoród statt und war das zwölfte Rennen der Formel-1-Weltmeisterschaft 2018.

## Bericht

### Hintergründe
Nach dem Großen Preis von Deutschland führte Lewis Hamilton in der Fahrerwertung mit 17 Punkten vor Sebastian Vettel und mit 57 Punkten vor Kimi Räikkönen. In der Konstrukteurswertung führte Mercedes mit acht Punkten vor Ferrari und mit 99 Punkten vor Red Bull Racing.
Beim Großen Preis von Ungarn stellte Pirelli den Fahrern die Reifenmischungen P Zero Medium (weiße), P Zero Soft (gelb), P Zero Ultrasoft (violett) sowie für Nässe Cinturato Intermediates (grün) und Cinturato Full-Wets (blau) zur Verfügung.
Es gab zwei DRS-Zonen, die im Vergleich zum Vorjahr unverändert blieben. Die erste Zone befand sich auf der Start-Ziel-Geraden und begann 130 Meter nach der letzten Kurve, der Messpunkt lag fünf Meter vor Beginn der Zielkurve. Die zweite DRS-Zone befand sich auf der Gegengeraden nach Kurve eins, einen eigenen Messpunkt für diese Zone gab es nicht. So konnte es vorkommen, dass nach einem Überholmanöver auf der Start-Ziel-Geraden der dann vorne liegende Pilot in der zweiten Zone das DRS erneut verwenden durfte.
Marcus Ericsson (sieben), Romain Grosjean, Kevin Magnussen, Kimi Räikkönen, Max Verstappen (jeweils fünf), Pierre Gasly, Brendon Hartley, Sergei Sirotkin, Lance Stroll (jeweils vier), Sergio Pérez, Vettel (jeweils drei), Nico Hülkenberg, Daniel Ricciardo, Carlos Sainz jr. (jeweils zwei) und Stoffel Vandoorne (einer) gingen mit Strafpunkten ins Rennwochenende.
Mit Hamilton (fünfmal), Vettel (zweimal), Fernando Alonso, Räikkönen und Ricciardo (jeweils einmal) traten fünf ehemalige Sieger zu diesem Grand Prix an.
Rennkommissare waren Lajos Herczeg (HUN), Tim Mayer (USA), Vincenzo Spano (VEN) und Derek Warwick (GBR).

### Training
Im ersten freien Training war mit einer Rundenzeit von 1:17,613 Minuten Ricciardo Schnellster vor Vettel und Verstappen.
Im zweiten freien Training fuhr Vettel in 1:16,834 Minuten die Bestzeit vor Verstappen und Ricciardo.
Im dritten freien Training war Vettel mit einer Rundenzeit von 1:16,170 Minuten erneut Schnellster vor Valtteri Bottas und Räikkönen.

### Qualifying
Das Qualifying bestand aus drei Teilen mit einer Nettolaufzeit von 45 Minuten. Im ersten Qualifying-Segment (Q1) hatten die Fahrer 18 Minuten Zeit, um sich für das Rennen zu qualifizieren. Alle Fahrer, die im ersten Abschnitt eine Zeit erzielten, die maximal 107 Prozent der schnellsten Rundenzeit betrug, qualifizierten sich für den Grand Prix. Die besten 15 Fahrer erreichten den nächsten Teil. Vettel war Schnellster. Sirotkin, beide Force-India-Piloten, Charles Leclerc und Vandoorne schieden aus.
Der zweite Abschnitt (Q2) dauerte 15 Minuten. Die schnellsten zehn Piloten qualifizierten sich für den dritten Teil des Qualifyings. Vettel war wieder Schnellster. Stroll, der in diesem Abschnitt keine Zeit fuhr, Ericsson, Hülkenberg, Ricciardo und Alonso schieden aus.
Der finale Abschnitt (Q3) ging über eine Zeit von zwölf Minuten, in denen die ersten zehn Startpositionen vergeben wurden. Hamilton fuhr mit einer Rundenzeit von 1:35,658 Minuten die Bestzeit vor Bottas und Räikkönen. Es war die 77. Pole-Position für Hamilton in der Formel-1-Weltmeisterschaft.
Wegen eines Frontflügelwechels unter Parc-fermé-Bedingungen musste Stroll aus der Boxengasse starten.

### Rennen
Hamilton kam beim Start gut weg, dicht gefolgt von Bottas, und behielt die Führung.
Verstappen schied bereits in Runde 5 mit einem Motorschaden aus und verursachte so eine kurze virtuelle Safety-Car-Phase, um sein Auto abzustellen.
Hamilton kam in Runde 25 an die Box und übergab die Führung an Vettel. Dieser blieb zunächst draußen und absolvierte seinen Boxenstopp erst in Runde 39. Aufgrund von langsameren Rundenzeiten gegenüber Bottas, kam er hinter dem Finnen auf die Strecke zurück.
In Runde 65 hatten Vettel und Räikkönen mit frischeren Reifen zu Bottas aufgeschlossen. Vettel überholte Bottas in Kurve 2 und rückte auf den zweiten Platz vor. Bottas geriet bei dem Versuch, sich zu verteidigen, in Kontakt mit Vettel, beschädigte seinen Frontflügel und musste auch Räikkönen durchlassen. Drei Runden später versuchte auch Ricciardo Bottas zu überholen, die beiden Fahrer gerieten ebenfalls in Berührung und erlitten Schäden an ihren Fahrzeugen. Bottas gab die Position in der letzten Runde letztlich ab und wurde Fünfter. Nach dem Rennen wurde ihm wegen der Kollision mit Ricciardo eine Zehn-Sekunden-Zeitstrafe auferlegt, die jedoch keinen Einfluss auf seine Platzierung hatte.
Hamilton gewann das Rennen schlussendlich mit 17 Sekunden Vorsprung auf Vettel, Räikkönen wurde Dritter. Für Hamilton war es der 67. Sieg in der Formel-1-Weltmeisterschaft. Die restlichen Punkteplatzierungen belegten Gasly, Magnussen, Alonso, Sainz jr. und Grosjean.
In der Fahrer- und Konstrukteurswertung blieben die ersten drei Positionen unverändert.

## Meldeliste
| Team                          | Nr. | Fahrer             | Chassis                       | Motor                         | Reifen |
| ----------------------------- | --- | ------------------ | ----------------------------- | ----------------------------- | ------ |
| Mercedes AMG Petronas F1 Team | 44  | Lewis Hamilton     | Mercedes-AMG F1 W09 EQ Power+ | Mercedes-AMG F1 M09 EQ Power+ | P      |
| Mercedes AMG Petronas F1 Team | 77  | Valtteri Bottas    | Mercedes-AMG F1 W09 EQ Power+ | Mercedes-AMG F1 M09 EQ Power+ | P      |
| Scuderia Ferrari              | 05  | Sebastian Vettel   | Ferrari SF71H                 | Ferrari 062 EVO               | P      |
| Scuderia Ferrari              | 07  | Kimi Räikkönen     | Ferrari SF71H                 | Ferrari 062 EVO               | P      |
| Aston Martin Red Bull Racing  | 03  | Daniel Ricciardo   | Red Bull Racing RB14          | Renault R.E.18                | P      |
| Aston Martin Red Bull Racing  | 33  | Max Verstappen     | Red Bull Racing RB14          | Renault R.E.18                | P      |
| Sahara Force India F1 Team    | 11  | Sergio Pérez       | Force India VJM11             | Mercedes-AMG F1 M09 EQ Power+ | P      |
| Sahara Force India F1 Team    | 31  | Esteban Ocon       | Force India VJM11             | Mercedes-AMG F1 M09 EQ Power+ | P      |
| Williams Martini Racing       | 18  | Lance Stroll       | Williams FW41                 | Mercedes-AMG F1 M09 EQ Power+ | P      |
| Williams Martini Racing       | 35  | Sergei Sirotkin    | Williams FW41                 | Mercedes-AMG F1 M09 EQ Power+ | P      |
| Renault Sport F1 Team         | 27  | Nico Hülkenberg    | Renault R.S.18                | Renault R.E.18                | P      |
| Renault Sport F1 Team         | 55  | Carlos Sainz jr.   | Renault R.S.18                | Renault R.E.18                | P      |
| Haas F1 Team                  | 08  | Romain Grosjean    | Haas VF-18                    | Ferrari 062 EVO               | P      |
| Haas F1 Team                  | 20  | Kevin Magnussen    | Haas VF-18                    | Ferrari 062 EVO               | P      |
| Red Bull Toro Rosso Honda     | 10  | Pierre Gasly       | Scuderia Toro Rosso STR13     | Honda RA618H                  | P      |
| Red Bull Toro Rosso Honda     | 28  | Brendon Hartley    | Scuderia Toro Rosso STR13     | Honda RA618H                  | P      |
| McLaren Racing                | 02  | Stoffel Vandoorne  | McLaren MCL33                 | Renault R.E.18                | P      |
| McLaren Racing                | 14  | Fernando Alonso    | McLaren MCL33                 | Renault R.E.18                | P      |
| Alfa Romeo Sauber Motorsport  | 09  | Marcus Ericsson    | Sauber C37                    | Ferrari 062 EVO               | P      |
| Alfa Romeo Sauber Motorsport  | 16  | Charles Leclerc    | Sauber C37                    | Ferrari 062 EVO               | P      |
| Alfa Romeo Sauber Motorsport  | 36  | Antonio Giovinazzi | Sauber C37                    | Ferrari 062 EVO               | P      |

Anmerkungen
1. 1 2  Der Sauber mit der Startnummer 36 wurde im 1. freien Training für Giovinazzi eingesetzt. Leclerc übernahm das Fahrzeug anschließend für das restliche Rennwochenende mit seiner Startnummer 16.

## Klassifikationen

### Qualifying
| Pos.                                                                      | Fahrer            | Konstrukteur              | Q1       | Q2         | Q3       | Start |
| ------------------------------------------------------------------------- | ----------------- | ------------------------- | -------- | ---------- | -------- | ----- |
| 01                                                                        | Lewis Hamilton    | Mercedes                  | 1:17,419 | 1:31,242   | 1:35,658 | 01    |
| 02                                                                        | Valtteri Bottas   | Mercedes                  | 1:17,123 | 1:32,081   | 1:35,918 | 02    |
| 03                                                                        | Kimi Räikkönen    | Ferrari                   | 1:17,526 | 1:32,762   | 1:36,186 | 03    |
| 04                                                                        | Sebastian Vettel  | Ferrari                   | 1:16,666 | 1:28,636   | 1:36,210 | 04    |
| 05                                                                        | Carlos Sainz jr.  | Renault                   | 1:17,829 | 1:30,771   | 1:36,743 | 05    |
| 06                                                                        | Pierre Gasly      | Scuderia Toro Rosso-Honda | 1:18,577 | 1:31,286   | 1:37,591 | 06    |
| 07                                                                        | Max Verstappen    | Red Bull Racing-TAG Heuer | 1:16,940 | 1:31,178   | 1:38,032 | 07    |
| 08                                                                        | Brendon Hartley   | Scuderia Toro Rosso-Honda | 1:18,429 | 1:32,590   | 1:38,128 | 08    |
| 09                                                                        | Kevin Magnussen   | Haas-Ferrari              | 1:18,314 | 1:32,968   | 1:39,858 | 09    |
| 10                                                                        | Romain Grosjean   | Haas-Ferrari              | 1:17,901 | 1:33,650   | 1:40,593 | 10    |
| 11                                                                        | Fernando Alonso   | McLaren-Renault           | 1:18,208 | 1:35,214   | –        | 11    |
| 12                                                                        | Daniel Ricciardo  | Red Bull Racing-TAG Heuer | 1:18,540 | 1:36,442   | –        | 12    |
| 13                                                                        | Nico Hülkenberg   | Renault                   | 1:17,905 | 1:36,506   | –        | 13    |
| 14                                                                        | Marcus Ericsson   | Sauber-Ferrari            | 1:18,641 | 1:37,075   | –        | 14    |
| 15                                                                        | Lance Stroll      | Williams-Mercedes         | 1:18,560 | keine Zeit | –        | Box   |
| 16                                                                        | Stoffel Vandoorne | McLaren-Renault           | 1:18,782 | –          | –        | 15    |
| 17                                                                        | Charles Leclerc   | Sauber-Ferrari            | 1:18,817 | –          | –        | 16    |
| 18                                                                        | Esteban Ocon      | Force India-Mercedes      | 1:19,142 | –          | –        | 17    |
| 19                                                                        | Sergio Pérez      | Force India-Mercedes      | 1:19,200 | –          | –        | 18    |
| 20                                                                        | Sergei Sirotkin   | Williams-Mercedes         | 1:19,301 | –          | –        | 19    |
| 107-Prozent-Zeit: 1:22,032 min (bezogen auf Q1-Bestzeit von 1:16,666 min) |                   |                           |          |            |          |       |

Anmerkungen
1. ↑  Stroll musste aus der Boxengasse starten, da an seinem Fahrzeug der Frontflügel gewechselt wurde, als es unter Parc-fermé-Bestimmungen stand.

### Rennen
| Pos. | Fahrer            | Konstrukteur              | Runden | Stopps | Zeit        | Start | Schnellste Runde |
| ---- | ----------------- | ------------------------- | ------ | ------ | ----------- | ----- | ---------------- |
| 01   | Lewis Hamilton    | Mercedes                  | 70     | 1      | 1:37:16,427 | 01    | 1:21,107 (63.)   |
| 02   | Sebastian Vettel  | Ferrari                   | 70     | 1      | + 17,123    | 04    | 1:20,056 (70.)   |
| 03   | Kimi Räikkönen    | Ferrari                   | 70     | 2      | + 20.101    | 03    | 1:20,292 (55.)   |
| 04   | Daniel Ricciardo  | Red Bull Racing-TAG Heuer | 70     | 1      | + 46,419    | 12    | 1:20,012 (46.)   |
| 05   | Valtteri Bottas   | Mercedes                  | 70     | 1      | + 1:00,000  | 02    | 1:21,736 (39.)   |
| 06   | Pierre Gasly      | Scuderia Toro Rosso-Honda | 70     | 1      | + 1:13,273  | 06    | 1:21,685 (64.)   |
| 07   | Kevin Magnussen   | Haas-Ferrari              | 69     | 1      | + 1 Runde   | 09    | 1:21,302 (60.)   |
| 08   | Fernando Alonso   | McLaren-Renault           | 69     | 1      | + 1 Runde   | 11    | 1:22,090 (68.)   |
| 09   | Carlos Sainz jr.  | Renault                   | 69     | 1      | + 1 Runde   | 05    | 1:22,774 (58.)   |
| 10   | Romain Grosjean   | Haas-Ferrari              | 69     | 1      | + 1 Runde   | 10    | 1:22,606 (58.)   |
| 11   | Brendon Hartley   | Scuderia Toro Rosso-Honda | 69     | 1      | + 1 Runde   | 08    | 1:22,612 (62.)   |
| 12   | Nico Hülkenberg   | Renault                   | 69     | 2      | + 1 Runde   | 13    | 1:21,261 (69.)   |
| 13   | Esteban Ocon      | Force India-Mercedes      | 69     | 1      | + 1 Runde   | 17    | 1:22,876 (63.)   |
| 14   | Sergio Pérez      | Force India-Mercedes      | 69     | 1      | + 1 Runde   | 18    | 1:23,263 (56.)   |
| 15   | Marcus Ericsson   | Sauber-Ferrari            | 68     | 1      | + 2 Runden  | 14    | 1:23,671 (53.)   |
| 16   | Sergei Sirotkin   | Williams-Mercedes         | 68     | 1      | + 2 Runden  | 19    | 1:23,708 (53.)   |
| 17   | Lance Stroll      | Williams-Mercedes         | 68     | 1      | + 2 Runden  | Box   | 1:22,660 (51.)   |
| –    | Stoffel Vandoorne | McLaren-Renault           | 49     | 1      | DNF         | 15    | 1:23,077 (46.)   |
| –    | Max Verstappen    | Red Bull Racing-TAG Heuer | 5      | 0      | DNF         | 07    | 1:23,985 (05.)   |
| –    | Charles Leclerc   | Sauber-Ferrari            | 0      | 0      | DNF         | 16    | –                |

Anmerkungen
1. ↑  Bottas erhielt eine Zeitstrafe von zehn Sekunden für das Verursachen einer Kollision mit Ricciardo. An seiner Platzierung änderte die Strafe allerdings nichts.

## WM-Stände nach dem Rennen
Die ersten zehn des Rennens bekamen 25, 18, 15, 12, 10, 8, 6, 4, 2 bzw. 1 Punkt(e).

### Fahrerwertung
| Pos. | Fahrer           | Konstrukteur              | Punkte |
| ---- | ---------------- | ------------------------- | ------ |
| 01   | Lewis Hamilton   | Mercedes                  | 213    |
| 02   | Sebastian Vettel | Ferrari                   | 189    |
| 03   | Kimi Räikkönen   | Ferrari                   | 146    |
| 04   | Valtteri Bottas  | Mercedes                  | 132    |
| 05   | Daniel Ricciardo | Red Bull Racing-TAG Heuer | 118    |
| 06   | Max Verstappen   | Red Bull Racing-TAG Heuer | 105    |
| 07   | Nico Hülkenberg  | Renault                   | 52     |
| 08   | Kevin Magnussen  | Haas-Ferrari              | 45     |
| 09   | Fernando Alonso  | McLaren-Renault           | 44     |
| 10   | Sergio Pérez     | Force India-Mercedes      | 30     |

| Pos. | Fahrer            | Konstrukteur              | Punkte |
| ---- | ----------------- | ------------------------- | ------ |
| 11   | Carlos Sainz jr.  | Renault                   | 30     |
| 12   | Esteban Ocon      | Force India-Mercedes      | 29     |
| 13   | Pierre Gasly      | Scuderia Toro Rosso-Honda | 26     |
| 14   | Romain Grosjean   | Haas-Ferrari              | 21     |
| 15   | Charles Leclerc   | Sauber-Ferrari            | 13     |
| 16   | Stoffel Vandoorne | McLaren-Renault           | 8      |
| 17   | Marcus Ericsson   | Sauber-Ferrari            | 5      |
| 18   | Lance Stroll      | Williams-Mercedes         | 4      |
| 19   | Brendon Hartley   | Scuderia Toro Rosso-Honda | 2      |
| 20   | Sergei Sirotkin   | Williams-Mercedes         | 0      |

### Konstrukteurswertung
| Pos. | Konstrukteur              | Punkte |
| ---- | ------------------------- | ------ |
| 1    | Mercedes                  | 345    |
| 2    | Ferrari                   | 335    |
| 3    | Red Bull Racing-TAG Heuer | 223    |
| 4    | Renault                   | 82     |
| 5    | Haas-Ferrari              | 66     |

| Pos. | Konstrukteur              | Punkte |
| ---- | ------------------------- | ------ |
| 06   | Force India-Mercedes      | 59     |
| 07   | McLaren-Renault           | 52     |
| 08   | Scuderia Toro Rosso-Honda | 28     |
| 09   | Sauber-Ferrari            | 18     |
| 10   | Williams-Mercedes         | 4      |